# João Cerqueira
João Cerqueira, é um escritor português publicado em oito países que venceu vários prémios internacionais.

## Biografia
João Cerqueira nasceu e vive em Viana do Castelo. É doutorado em História da Arte pela Universidade do Porto, professor na ESE e colunista do Sol.

## Carreira
É autor de nove livros e está publicado em oito países. Os seus romances recorrem à sátira e ao humor para abordar a natureza humana e os problemas contemporâneos. 
Tenta prosseguir a tradição literária que vai das Cantigas de Escárnio e Maldizer até Eça de Queiroz e Camilo Castelo Branco, sem esquecer Gil Vicente, Luís de Camões e Bocage. 
O romance 25 de Abril, corte e costura é uma tentativa de fazer os portugueses rirem-se do seu extraordinário país.

## Obras
| Ano  | Título Original                                                         | Título Internacional        | Notas                                    |
| ---- | ----------------------------------------------------------------------- | --------------------------- | ---------------------------------------- |
| 2004 | Arte e literatura na guerra civil de Espanha                            |                             | Publicado em Portugal e no Brasil        |
| 2007 | Maria Pia: rainha e mulher                                              |                             |                                          |
| 2007 | A culpa é destas liberdades                                             |                             |                                          |
| 2008 | A Tragédia de Fidel Castro                                              | The Tragedy of Fidel Castro | Publicado nos EUA                        |
| 2009 | José de Guimarães                                                       |                             | Publicado na China pelo Today Art Museum |
| 2010 | As reflexões do Diabo                                                   |                             |                                          |
| 2010 | José de Guimarães: Arte Pública                                         |                             |                                          |
| 2014 | Por Mares antes Navegados: José de Guimarães na Rota dos Descobrimentos |                             |                                          |
| 2015 | A segunda vinda de Cristo à Terra                                       | Jesus and Magalene          | Publicado nos EUA                        |
| 2019 | 25 de Abril, Corte e Costura                                            |                             |                                          |
| 2022 | Perestroika - Olho por olho, dente por dente                            |                             |                                          |

## Prémios

### The Tragedy of Fidel Castro
Venceu USA Best Book Awards 2013, o Global Ebook Awards 2014, foi finalista do Montaigne Medal 2014, foi finalista do Wishing Shelf Independent Book Awards 2014, e foi considerado pela revista ForewordReviews a terceira melhor tradução publicada nos EUA em 2012. 
Além dos EUA, está publicado na Itália pela Leone Editore, Em Espanha pela Funambulista, em França pela JDH Éditions, no Reino Unido pela Freight Books, no Brasil pela Jaguatirica e na Argentina pela Eduvim.

### Jesus and Magdalene
Venceu o Indie Reader Awards 2020,  a medalha de prata no 2017 Global Ebook Awards, a medalha de bronze no 2017 Reader’s Favorite Book Awards, a medalha de prata no 2016 Hungry Monster Book Awards, a medalha de prata 2017 Feathered Quill Book Awards, foi nomeado para a seleção official do the New Apple Book Awards 2016, a medalha de prata no 2015 Latino Book Award foi finalista no 2017 USA Book Awards,  finalista no 2017 Beverly Hills Book Awards, finalista no Independent Book Awards 2017, finalista  no 2017 Independent  Press Awards, finalista no 2017 Indie Book Awards, finalista no 2017 Book Excellence Awards, finalista no Chanticleer Book Awards 2017, finalista no 2018 National Indie Excellence Award ,nomeado livro do ano pelo  by Latina Book Award. Está publicado nos EUA pela Line by Lion Publications.

### O contoUma casa na Europa
Venceu o 2015 Speakando European Literary Contest (Itália), ficou em terceiro lugar no eBook Me Up Short Story Competition (Austrália) e recebeu uma menção honrosa no Glimmer Train July 2015 Very Short Fiction Award.

### O contoO ditador e a poesia
Foi publicado na antologia de 2016 da Bombay Review.

## Aclamação Crítica
“João Cerqueira  é uma espécie de enfant terrible das letras portuguesas.”
Carlos Fiolhais – revista Entre as Artes e Letras
“João Cerqueira é daqueles autores portugueses que leio sempre. Sempre com qualidade, inteligência e muita comédia, os seus livros são uma crítica social muito bem conseguida…”
Ler y Criticar
“O estilo do autor é rico, inventivo e extraordinariamente sabedor da história recente e dos meandros políticos partidários (25 de Abril, corte e costura).”
Deus Me Livro
''Cerqueira shows potential to be a big name in the future.''
Contemporary Literary Review India
"Cerqueira happens to be one of the most clever and creative humorists writing today."
Literary Aficionado
“Joao Cerqueira creates in Jesus and Magdalene a poignant and hilarious lampoon of modern life.”
Indie Reader
''Una estupenda novela que comienza como una sátira y termina siendo una obra de profundas reflexiones sobre el bien y el mal (La Tragedia de Fidel Castro).''
El Nuevo Herald
''The Tragedy of Fidel Castro is both a superb read and surprisingly hilarious''
BookIdeas
''Fans of Rushdie and similar authors will find a lot to enjoy here (The Tragedy of Fidel Castro).''
Melbourne Review of Books
"Novels like The Tragedy of Fidel Castro are the untamed mustangs of fiction that, unlike most other books, run wild and free, contemptuous of the confinement that the corral of ordinary classification would imprison them in."
The American Culture
"João Cerqueira's novel is an energetic, bizarre, and extremely clever take on two heavily fictionalized leaders'."
Bullet Reviews
"The Tragedy of Fidel Castro is a phantasmagoric odyssey through a highly imaginative prose universe of discovery and inquest. I expect that this rich and unique narrative voice will illuminate a phosphorescent trajectory in the future annals of the New Millennial World Lit!"
Mark Spitzer - Professor of Writing at the University of Central Arkansas
''The Tragedy of Fidel Castro is very much recommended reading for those who like religious and alternative history reads, not to be missed''
Midwest Book Review
''The seesaw effect and wandering plot line is what keeps this from being a work of genius; as it is, it should become a cult favorite.''
IndieReader
''A dizzying display of hyperbolic imagination.''
ForeworReviews
This book has amazing depth and connections that bear repeated scrutiny and investigation. The Tragedy of Fidel Castro is highly relevant to our society today, and I highly recommend it."
Portland Book Review

## Contos e Crónicas
- O Ditador e a Poesia - http://canalsubversa.com/?p=3661
- O barbeiro espiritual - http://canalsubversa.com/?p=3196 | http://issuu.com/revistasubversa/docs/revista_subversa_vol.3_n__10.dez.20
- We still have Putin! - http://www.narratorinternational.com/we-still-have-putin-part-1-joao-cerqueira/ | http://www.narratorinternational.com/we-still-have-putin-part-2-joao-cerqueira/
- Cuba chronicles - http://boldtypemag.com/btm/cuban-doctor-american-taxi?rq=The%20Tragedy%20of%20Fidel%20Castro | http://weblog.liberatormagazine.com/2012/09/cuba-sex-lies-and-tourists.html#more
- Bater nos leitores - http://www.portaldaliteratura.com/cronicas.php?id=115
- A house in Europe - http://queenmobs.com/2015/12/a-house-in-europe/
- The portrait of Dorian Gray - http://www.theadirondackreview.com/joaocerqueira.html
- St. George and the Dragon - http://praxismagazine.com/?p=1045
- Eve’s backside - http://shooterlitmag.com/2016/01/08/issue-3-surreal-is-here/
- The benefits of Sociology for understanding the world - http://www.rapidrivermagazine.com/2016/the-benefits-of-sociology-for-understanding-the-world-2/

## Crónicas e excertos de romances
Estão publicados nas revistas The Sociological Review, Berfrois, The Adirondack Review, Ragazine, Bright Lights Film, Modern Times Magazine, Toad Suck Review, Foliate Oak Literary Magazine, Hypertext Magazine, Cleaver Magazine, Five2One, Rapid River Magazine, Danse Macabre, Contemporary Literary Review India, Open Pen Magazine, Queen Mob’s, Near to the Nuckle, The Liberator Magazine, Narrator International, The Transnational, BoldType Magazine, Saturday Night Reader, Praxis Magazine, All Right Magazine, South Asia Mail, Linguistic Erosion, Sundayat6mag, Literary Lunes.

## Vida Pessoal
Joga ténis desde o cinco anos no Clube de Ténis de Viana, tendo sido vice-campeão regional de terceiras categorias e campeão nacional de veteranos em representação do Clube de Ténis de Espinho. Pratica Karaté-Shotokay tendo a graduação de 2º Dan. Jogou râguebi na adolescência pela equipa da Abelheira.

## Causas Humanitárias
João Cerqueira apoia a Amnistia Internacional, a Associação Raul Follereau que combate a Lepra em África e a Associação de Beneficência Luso-Alemã.

## Ligações Externas
- Site oficial
- Página do autor na Amazon
- Página do autor na editora Wook
- Página do autor na editora Saída de Emergência
- Página do autor na editora Bertrand